# Awareness
Awareness ("Consciencia") es una película española, en coproducción con Estados Unidos, original de Amazon Prime Video de acción y ciencia ficción estrenada en 2023. La película está dirigida por Daniel Benmayor, escrita por Iván Ledesma y protagonizada por Carlos Scholz, Pedro Alonso, María Pedraza, Óscar Jaenada y Lela Loren.

## Sinopsis
Ian (Carlos Scholz) es un adolescente rebelde que vive con su padre al margen de la sociedad. Sobreviven a base de pequeños timos gracias a la extraordinaria habilidad de Ian para proyectar ilusiones visuales en la mente de los demás. Tras perder el control sobre sus poderes en público, una misteriosa agencia secreta comienza a perseguirle. En su huida, Ian descubrirá que no es el único y que toda su vida ha sido una mentira.

## Reparto
- Carlos Scholz como Ian.
- Pedro Alonso como Vicente.
- María Pedraza como Esther.
- Óscar Jaenada como Perceptor.
- Lela Loren como Adriana.
- Karina Kolokolchykova como Urzula.
- Silvia Kal es Lucía.
- Lucas Fuica como El Mulo.
- María Mercado como Patri.
- Luis Zahera como Doctor.
- James Faulkner como "El Americano".